# Josef Maleček
Josef Maleček (Prága, 1903. június 18. – New York, 1982. szeptember 26.) csehszlovák olimpikon, Európa-bajnok jégkorongozó.

## Életpályája
Részt vett az 1924-es téli olimpián. Először kanadai válogatottól megsemmisítő 30–0-s vereséget szenvedtek el, majd a svéd válogatottól 9–3-ra kaptak ki, csak a svájci válogatottat tudták legyőzni 11–2-re. Így harmadikok lettek a csoportban és nem jutottak tovább és végül az ötödik helyen végeztek.
Az 1928. évi téli olimpiai játékokra visszatért a jégkorongtornára. A csehszlovákok a B csoportba kerültek. Az első mérkőzésen a svédektől kikaptak 3–0-ra, majd a lengyeleket verték 3–2-ra. A csoportban a másodikok lettek és nem jutottak tovább. Összesítésben a 8. helyen végeztek.
Miután a csehszlovák válogatott kihagyta az 1932-es téli olimpiát, az 1936. évi téli olimpiai játékok visszatért, hogy utoljára játsszon az olimpiai jégkorongtornán. A csapat a C csoportba került. Először a belga válogatottat verték 5–0-ra, majd a magyarokat 3–0-ra végül a franciákat 2–0-ra. A középdöntőben a B csoportba kerültek. Az első mérkőzésen 2–0-ra kikaptak az amerikai csapattól. A svédeket 4–1-re verték. Az utolsó mérkőzésen az osztrák válogatottat győzték le 2–1-re. Csoport másodikként bejutottak a végső négyes döntőbe. Az első mérkőzésen újra kikaptak az amerikaiaktól 2–0-ra, majd a britektől 5–0-ra, végül Kanadától 7–0-ra, így a 4. helyen végeztek.
Összesen 12 Európa-bajnoki érmet nyert. Négy aranyat (1922, 1925, 1929, 1933), négy ezüstöt (1926, 1936, 1938, 1939), és négy bronzot (1923, 1931, 1934, 1935).
Jégkorong-világbajnokságon kettő bronzérmet szerzett: 1933, 1938.
A csehszlovák bajnokságot hatszor nyerte meg: 1937, 1938, 1940, 1942, 1943, 1944.
1931-ben az EB után az NHL-es New York Rangers profi szerződést ajánlott neki, de ő nemet mondott. Miután 1948-ban a kommunisták átvették a hatalmat Csehszlovákiában, előbb Svájcba, majd 1955-ben az Amerikai Egyesült Államokba disszidált.
Tagja a Cseh Jégkorong Hírességek Csarnokának és 2003 óta az IIHF Hírességek Csarnokának.